# Arapar
Arapar (armeniska: Արապար) är ett berg i Armenien. Det ligger i provinsen Kotajk, i den centrala delen av landet, 15 kilometer nordväst om huvudstaden Jerevan. Toppen på Arapar är 1 382 meter över havet, eller 104 meter över den omgivande terrängen. Bredden vid basen är 2,9 km.
Terrängen runt Arapar är kuperad västerut, men österut är den platt. Runt Arapar är det mycket tätbefolkat, med 3 895 invånare per kvadratkilometer.. Närmaste större samhälle är huvudstaden Jerevan, 14,6 kilometer sydost om Arapar. 
Trakten runt Arapar består i huvudsak av gräsmarker.